# Octacílio Pinheiro Guerra
Octacílio Pinheiro Guerra (* 21. November 1909 in Porto Alegre; † 26. Februar 1967 ebenda) war ein brasilianischer Fußballspieler.

## Laufbahn
Octacílio spielte in seiner Karriere überwiegend für den Botafogo FR aus Rio de Janeiro. Der Spieler soll auch beim Madureira EC von 1939 bis 1941 tätig gewesen sein. Ein Nachweis konnte hierfür nicht erbracht werden, außer dass er auf der portugiesischen Seite des Vereins genannt wird. Er soll hier bei der Stadioneinweihung 1941 im Kader der Mannschaft gestanden haben.
Er war Mitglied der Nationalmannschaft Brasiliens bei der Fußball-Weltmeisterschaft 1934. Er war hier allerdings nur Reservespieler und kam erst auf der anschließenden Reise mit zahlreichen Freundschaftsspielen zu insgesamt elf Einsätzen. Hierbei gelang ihm ein Tor. Keines der Spiele war aber ein offizielles Länderspiel.

## Erfolge
Botafogo
- Staatsmeisterschaft von Rio de Janeiro: 1930, 1932, 1933, 1934, 1935